# رفدین‌لی پایین
رفدین‌لی پایین (به لاتین: Aşağı Rəfədinli) یک منطقه مسکونی در جمهوری آذربایجان است که در شهرستان فضولی واقع شده است.